# Гомеш, Бернардину Антониу
Бернарди́ну Анто́ниу Го́меш (порт. Bernardino António Gomes, 1768—1823) — португальский врач, химик, ботаник и паразитолог.

## Биография
Бернардину Антониу Гомеш родился 29 октября 1768 года в Паредиш-ди-Кора. Учился на медицинском отделении Коимбрского университета, в 1793 году окончил его. С 1797 года Гомеш работал в Королевском флоте врачом, в том же году был отправлен в Бразилию. До 1801 года путешествовал по Бразилии, изучая лекарственные растения тропической флоры, затем вернулся в Португалию, где работал в различных военных госпиталях. В 1810 году оставил карьеру военного врача.
В 1812 году Бернардину Антониу Гомеш впервые в Португалии привил вакцину от оспы. В 1817 году он был назначен Королевским доктором. На короткое время он вернулся в Рио-де-Жанейро, где был врачом австрийской принцессы Леопольдины, невесты будущего бразильского императора Педру I.
13 января 1823 года Гомеш скончался. Сын Бернардину Антониу, его полный тёзка, также стал известным врачом и ботаником.

## Некоторые научные публикации
- Gomes, B.A. Memoria sobre a ipecacuanha fuca do Brasil. — Lisboa, 1801. — 33 p.
- Gomes, B.A. Observationes botanico-medicae de nonnullis Brasiliae plantis. — Liboa/Olisipone, 1803.
- Gomes, B.A. Memoria sobre a canella do Rio de Janeiro offerecida. — Rio de Janeiro, 1809. — 51 p.

## Род растений, названный в честь Б. А. Гомеша
- Gomesa R.Br., 1815